# Mặt Trời tháng Năm
Mặt Trời tháng Năm (tiếng Tây Ban Nha: Sol de Mayo) là quốc huy của Argentina, Uruguay, và đều xuất hiện trên quốc kỳ của hai nước đó.

## Lịch sử
Theo nhà kinh tế học theo chủ nghĩa vô chính phủ người Do Thái Diego Abad de Santillán, Mặt Trời tháng Năm là biểu tượng Mặt Trời đại diện cho Inti, Thần Mặt Trời của tín ngưỡng Inca. Được tôn sùng như một vị thần bảo hộ của Đế quốc Inca, Pachacuti thường được liên kết với nguồn gốc và sự phát triển của sự tôn sùng Mặt Trời của Inca. Câu chuyện phổ biến nhất kể lại rằng ông chính là con trai của Viracocha, vị thần của nền văn minh. "Tháng Năm" ám chỉ đến cuộc cách mạng tháng Năm diễn ra từ 18 đến 25 tháng 5 năm 1810, đánh dấu sự độc lập từ đế quốc Tây Ban Nha của những quốc gia thuộc phó vương quốc Río de la Plata. Truyền thuyết nói rằng khi chính phủ mới được thành lập, Mặt Trời xuyên qua những đám mây, đây được cho là một dấu hiệu tốt.

## Biến thể
- Ở Argentina, Mặt Trời tháng Năm có màu vàng sáng, mang khuôn mặt người và 32 tia sáng với 16 tia thẳng, 16 tia uốn lượn xen kẽ nhau.
- Ở Uruguay, Mặt Trời tháng Năm có màu vàng sáng, mang khuôn mặt người và 16 tia sáng hình tam giác với 8 tia thẳng, 8 tia uốn lượn xen kẽ nhau.